# Drvenik Mali (település)
Drvenik Mali (olaszul: Zirona Piccola) falu Horvátországban Split-Dalmácia megyében. Közigazgatásilag Trogirhoz tartozik.

## Fekvése
Trogir központjától 15 km-re délnyugatra, Dalmácia középső részén az azonos nevű (más néven Ploča) szigeten fekszik. A szigetet a kontinenstől a Drveniki-csatorna (Drvenički kanal), a szomszédos Drvenik Veli szigetétől pedig a Drveniki kapu (Drvenička vrata) választja el. A szigetre tilos az autóval való behajtás és nincsenek aszfaltozott útjai sem, kivéve egy pár száz méteres szakaszt a Borak-öböl és a Vela Rina strand irányában. Kompjárat köti össze Trogirral és Donji Segettel. Fő kikötője Borak a sziget keleti partján, a település régi központjától 1 km-re északra található. Ma itt zajlik a sziget társadalmi és gazdasági élete.

## Története
A régészeti leletek tanúsága szerint a sziget már az ókorban lakott volt. Ezt bizonyítja a tágas Gabrine-öbölben és tőle északkeletre, a kis Kuknara-félszigeten feltárt két római villagazdaság maradványa és számos bronzkori cseréptöredék.
Rajtuk kívül a szigeten még négy ókori település maradványa is található. Az illírek idejében fő település a Gračina nevű helyen volt, ahol kisebb vár is állt. A sziget késő ókori - kora középkori szakrális emléke az az ókeresztény kápolna, melynek maradványai a Mala Rina és Papalj-öblök között a Krči-félszigeten találhatók. A sziget első írásos említése 1272-ben egy trogiri jegyzői okiratban történt „Plocca” néven. 1420-ban Trogirral együtt a sziget is velencei fennhatóság alá került. Nagyobb arányú betelepülése a török hódítással van összefüggésben. A 15. századtól ugyanis a kontinensen terjeszkedő új hatalom elől a lakosság nagy része a biztonságosabb szigetekre települt át. Ez az állandó település kialakulásának időszaka. A menekültek legnagyobb része Oriovicáról, Vinišćéről és más Trogir környéki falvakból érkezett. Az általuk létrehozott települések közé tartozott Polača, mely a kikötőtől a sziget nyugati része felé vezető út mentén feküdt, Stari Dvori ugyanennek az útnak a jobb oldalán, Dolići a sziget északnyugati részén, Mala Rina az azonos nevű öböltől 150 méterre és Kantunine a Dolići és Mala Rina között a Pasika-félszigeten. Az itt élők fő megélhetési forrását ebben az időben a fakitermelés, az állattartás és a halászat adta. 1797-ben a Velencei Köztársaság megszűnésével a település Habsburg Birodalom része lett. 1806-ban Napóleon csapatai foglalták el és 1813-ig francia uralom alatt állt. Napóleon bukása után ismét Habsburg uralom következett, mely az első világháború végéig tartott. A település első iskolája 1856-ban nyílt meg. 1857-ben 133, 1910-ben 302 lakosa volt. Az I. világháború után rövid ideig az Olasz Királyság, ezután a Szerb-Horvát-Szlovén Királyság, majd Jugoszlávia része lett. A település lakossága 2011-ben 87 fő volt, akik a turizmus mellett mezőgazdaságból (olívatermelés) éltek.

## Lakosság
| Lakosság változása | Lakosság változása | Lakosság változása | Lakosság változása | Lakosság változása | Lakosság változása | Lakosság változása | Lakosság változása | Lakosság változása | Lakosság változása | Lakosság változása | Lakosság változása | Lakosság változása | Lakosság változása | Lakosság változása | Lakosság változása |
| ------------------ | ------------------ | ------------------ | ------------------ | ------------------ | ------------------ | ------------------ | ------------------ | ------------------ | ------------------ | ------------------ | ------------------ | ------------------ | ------------------ | ------------------ | ------------------ |
| 1857               | 1869               | 1880               | 1890               | 1900               | 1910               | 1921               | 1931               | 1948               | 1953               | 1961               | 1971               | 1981               | 1991               | 2001               | 2011               |
| 133                | 0                  | 195                | 220                | 270                | 302                | 0                  | 294                | 287                | 307                | 281                | 202                | 111                | 56                 | 54                 | 87                 |

(1869-ben és 1921-ben lakosságát Drvenik Velihez számították.)

## Nevezetességei
- A sziget régészeti emlékei közé tartoznak a gračinai illír erődített település maradványai, a két római villa rustica romjai a Gabrine-öbölben és a Kuknara-félszigeten, valamint a Krči-félszigeten található ókeresztény kápolna romja.
- A sziget infrastruktúrája alacsony szintű, nincs vízvezeték és csatorna sem, azonban szép fekvésű és tiszta vizű strandok jellemzik. Azoknak ajánlott a pihenésre, akik távol szeretnének lenni a civilizáció zajától.